# Infrasonido
Un infrasonido es una onda acústica u onda sonora cuya frecuencia está por debajo del espectro audible del oído humano (aproximadamente 20 Hz).
El infrasonido es utilizado por animales grandes como el elefante para comunicarse en amplias distancias (sonidos de 100 [Decibelio|dB SPL]a unos pocos km a la redonda) sin problema alguno. La clave de que estos animales puedan oír a dichas distancias es la separación de sus oídos, ya que ésta es directamente proporcional a la frecuencia de onda que pueden captar (en diferencia con los animales de cabezas pequeñas). Recientemente, se ha demostrado que los elefantes registran el infrasonido no solo con sus oídos, sino también al sentir las vibraciones producidas por ellos mismos mediante sus patas, ya que sus uñas actúan como sensores conductores de sonidos de baja frecuencia.
Los desastres naturales como erupciones volcánicas, terremotos y tornados producen sonidos de una intensidad comparable con el sonido que hace una bomba atómica en su explosión, con la diferencia de que, al estar por debajo de los 20 Hz, no son audibles por el oído humano, lo que ha permitido iniciar investigaciones vulcanológicas y meteorológicas para evitar futuros desastres.
La principal aplicación de los infrasonidos es la detección de objetos. Esto se hace debido a la escasa absorción de estas ondas en el medio, a diferencia de los ultrasonidos, como veremos. Por ejemplo una onda plana de 10 Hz se absorbe cuatro veces menos que una onda de 1000 Hz en el agua. El inconveniente es que los objetos a detectar deben ser bastante grandes ya que, a tales frecuencias, la longitud de la onda es muy grande lo cual limita el mínimo diámetro del objeto. Como ejemplo diremos que un infrasonido de 10 Hz tiene una longitud de onda de 34 m en el aire, luego los objetos a detectar deben tener un tamaño mínimo del orden de 20 m en el aire y 100 m en el agua.
Por su parte depredadores como los tigres utilizarían estas frecuencias presentes en sus rugidos como un complemento de sus tácticas de caza, no para ubicar a sus posibles presas sino por el efecto paralizante que puede llegar a tener el infrasonido.[cita requerida]

## Curiosos fenómenos ligados a los infrasonidos
Los infrasonidos pueden alcanzar largas distancias atravesando obstáculos sólidos. Pueden ser oídos por algunos animales con el oído adaptado a percibir frecuencias distintas a las del humano. Por ejemplo, los elefantes pueden oír 15 Hz a 2 km de distancia, también tigres y ballenas usarían infrasonidos para comunicarse.
Los infrasonidos son también normalmente producidos por el cuerpo humano, por ejemplo los músculos al resbalar unos sobre otros para permitir movimientos pueden producir infrasonidos de 25 Hz, el corazón produce infrasonidos en torno a los 20 Hz, incluso las orejas provocan infrasonidos (emisión otoacústica espontánea).
Se considera que los infrasonidos aunque no son conscientemente perceptibles pueden provocar estados de ansiedad, tristeza, temblores en ocasiones por imperceptibles desplazamientos de aire. Por ejemplo, ondas de elevado volumen comprendidas entre los 0,5 y 10 Hz, son suficientes para hacer vibrar al vestíbulo en el oído interno).
Los infrasonidos producidos por motores como los de ciertos acondicionadores de aire o aviones de reacción pueden provocar vértigos, náuseas y cefaleas al ser afectado el laberinto auricular
En 1998, Vic Tandy, de la Universidad de Coventry, explicó cómo los infrasonidos pueden producir la impresión "concreta" de "sitios embrujados". Demostró que los infrasonidos provocaban una pseudopercepción de movimientos a los costados del campo visual. Esta falsa percepción podía estar provocada por un ventilador, ya que este objeto produce una frecuencia de 18,98 Hz. Incidentalmente la longitud de la sala en la cual Tandy notó esos fenómenos era una fracción unitaria de la longitud de onda que provocaba el ventilador, por lo que provocaría una onda estacionaria y tal onda ilusiones ópticas al resonar en los humores de los ojos humanos, tales ilusiones eran consideradas por algunos como "fantasmas".